# Dichasianthus
Dichasianthus là chi thực vật có hoa trong họ Cải.